# Landweg in de Provence bij nacht
Landweg in de Provence bij nacht, in de literatuur ook Weg met cipres en ster, is een schilderij van de Nederlandse kunstschilder Vincent van Gogh, geschilderd in mei 1890, olieverf op doek, 92 x 73 centimeter groot. Het toont twee avondlijke wandelaars tegen de achtergrond van een enorme cipres, sterrenhemel en een rode maansikkel van de nieuwe maan. Het werk bevindt zich in de collectie van het Kröller-Müller Museum te Otterlo.

## Context
Na een zware zenuwinzinking liet Van Gogh zich in mei 1889 opnemen in de psychiatrische inrichting Saint-Paul-de-Mausole te Saint-Rémy-de-Provence. Hij zou er een jaar blijven. Landweg in de Provence bij nacht is het laatste werk dat hij er schilderde, tussen 12 en 15 mei 1890. Vervolgens vertrok hij naar Auvers-sur-Oise, om dichter bij zijn vriend dokter Paul Gachet te wonen, alsook ook om zijn broer Theo vaker te kunnen bezoeken, in Parijs. Hij leek iets stabieler dan een jaar tevoren, oogde redelijk gezond bij zijn aankomst, maar de gevoelens van uitzichtloosheid hielden onverminderd aan. Ze weerspiegelen zich onmiskenbaar in het hier besproken werk.

## Duiding
Landweg in de Provence bij nacht toont twee wandelaars bij avond, op een landweg, onder de sterrenhemel. Op enige afstand volgt een klein rijtuig. De compositie wordt sterk gedomineerd door een grote cipres in het midden, die het doek als het ware in tweeën deelt. Van Gogh schilderde vaker cipressen en schreef ooit aan zijn broer Theo dat ze voortdurend zijn gedachten vervulden, "net als de zonnebloemen". Hij was onder de indruk van de natuurlijke verticale belijning, "geproportioneerd als een Egyptische obelisk", en onderkende onmiskenbaar haar symbolische werking.
Kunsthistorica Naomi Maurer speculeert dat de beide cyclisch geschilderde hemelhelften een kosmisch perspectief moeten geven aan het lager geschilderde aardse tafereel met de wandelaars. Het hemelse en het aardse worden volgens Maurer weergegeven als duidelijk gescheiden werelden, die respectievelijk "het oude" en "het nieuwe" vertegenwoordigen. Van Goghs leven gaat een nieuwe fase in, is dan haar redenering. Ze ziet het schilderij als een reflectie van Van Goghs gevoel dat hij spoedig zal sterven. De cipres kan daarbij gezien worden als een "obelisk des doods".
Van Goghs dynamische cyclische bewegingen in de weergave van de slechts vaag zichtbare sterren worden wel gezien als een reflectie van het gebrek aan rust in zijn hoofd.